# Al-Raja Sports Club
Maillots
Dernière mise à jour : 12 décembre 2024.
Le Al-Raja Sports Club (en arabe : نادي الرجاء الرياضي), plus couramment abrégé en Al-Raja, est un club égyptien de football fondé en 1999 et basé dans la ville de Marsa Matruh.
Il évolue actuellement en deuxième division.

## Histoire
Le club est créé en 1999 dans la ville de Marsa Matruh. Le nom de l'équipe est inspiré de celui du célèbre club marocain le Raja Club Athletic créé en 1949 et qui est également le premier club à vaincre Al-Ahly au Caire dans une compétition africaine.
Le Raja SC réussit la montée pour la première fois à la division d'élite du Championnat d'Égypte de football lors de la saison 2012-2013, il est promu en première division pour le Championnat d'Égypte de football 2013-2014 juste une année après l'annulation du championnat à la suite du Drame de Port-Saïd. Cette saison même, le 26 juin 2014, le club joue un barrage de relégation et le remporte à 1-0 contre Telephonat Bani Suef.
En 2014-2015, à la 3e journée, alors que le Raja d'Égypte joue juste son troisième match en championnat d'élite, il réussit à vaincre le futur champion Al-Ahly SC lors d'une rencontre historique pour eux qui finit par deux buts à un et devint le leader du championnat, le Raja se faisait remarquer par un style de jeu plaisant. Mais cet excellent début ne lui a pas évité la relégation car le club n'avait pas d'expérience et n'a pas pu gérer les autres équipes. Le club local de Marsa Matruh retourne donc à la deuxième division après avoir été le septième du classement. La saison 2016-2017, le Raja SC réalise une saison exceptionnelle et sans faute, le club est monté pour la deuxième fois en première division.
El Raja joue le Championnat d'Égypte de football 2017-2018 en tant que promu en début de saison mais sera relégué en fin de saison.

## Stade
Après sa montée, le Stade Haras El-Hedood surnommé stade El Max est le stade où joue le Raja, il le partage avec son rival Haras El Hodood.
MS Matruh Stadium est aussi le premier stade de la ville et du club et qui est adopté depuis sa fondation c'est également son centre d'entraînement.

## Identité du club

### Logos

Ancien logo du club
Logo actuel du club